# Parafia św. Judy Tadeusza Apostoła w Częstochowie
Parafia Świętego Judy Tadeusza Apostoła w Częstochowie – rzymskokatolicka parafia, położona w dekanacie Częstochowa – św. Józefa, archidiecezji częstochowskiej w Polsce, erygowana w 1957.

## Historia
W momencie erygowania w 1925 roku diecezji częstochowskiej w mieście istniały tylko 4 parafie: św. Zygmunta, św. Rodziny, św. Barbary i św. Rocha. Po II wojnie światowej władze państwowe nie pozwalały na tworzenie nowych parafii. Było to możliwe dopiero po 1956 roku. Po powstaniu kilku nowych parafii 31 grudnia 1957 biskup Zdzisław Goliński podzielił dekanat tworząc dwa dekanaty. Parafia św. Judy Tadeusza znalazła się w dekanacie II.

## Proboszczowie
- ks. kanonik Zenon Pilśniak[2]
- ks. kanonik dr Jan Sambor (2007–2016)[3]
- ks. Jacek Fuljanty[4]